# Das U-Boot
Das U-Boot (مخفف "the Universal Boot Loader" و اغلب U-Boot گفته می‌شود) یک منبع باز است، بوت لودر اولیه در دستگاه تعبیه شده به منظور بسته بندی دستورالعمل ها برای بوت سیستم عامل دستگاه استفاده می‌شود. این مجموعه برای تعدادی از معماری های رایانه ای از جمله 68k ، ARM ، Blackfin ، MicroBlaze ، MIPS ، Nios ، SuperH ، PPC ، RISC-V و x86 در دسترس است. 

## بوت لودرهای لینوکس
لینوکس دارای چند بوت لودر است. معمولاً مدیران سیستمهای لینوکس، پس از نصب لینوکس بوت لودر نصب شده را به‌صورت پیش فرض استفاده می کنند. گاهی نیاز می شود که بوت لودر دیگری روی سیستم نصب نماییم، گاهی هم برخی
توزیع ها امکان نصب  بوت لودر دلخواه را هنگام نصب لینوکس به Administrator ها می دهند. در ادامه توضیحاتی در خصوص بوت لودر می دهم که آن را بهتر بشناسید:
بوت لودر یک نرم‌افزار است که پس از اتمام تست های startup بایوس اجرا می گردد. بوت لودر می تواند یک سیستم عامل یا حتی یک بوت لودر دیگر را اجرا نماید(اصطلاحاً به آن chainloading گفته می شود). برخی بوت لودرها قادرند فقط سیستم عاملهای خاصی را بوت کنند و قادر به بالا آوردن بقیه نیستند.
برخی از سیستمهای توکار (embedded) از Das U-Boot (Universal Bootloader) استفاده می کنند، یک بوت لودر متن باز که به زبان C نوشته شده است. Das U-Boot تعداد زیادی از انواع مختلفی از پردازنده ها مانند PPC، ARM، MIPS، ARV32، X86، ۶۸K، Nios و MicroBlaze را پشتیبانی می کند.